# 伊勢崎市民病院
伊勢崎市民病院（いせさきしみんびょういん）は、群馬県伊勢崎市連取本町に所在する市区町村立病院である。群馬県災害拠点病院（地域災害拠点病院）、地域医療支援病院、第二種感染症指定医療機関等に指定されている。

## 沿革
出典
- 1948年（昭和23年）5月 - 佐波伊勢崎医療事務市町村組合を設立
- 1948年（昭和23年）7月 - 佐波伊勢崎国民健康保険団体連合会を設立、病院名を伊勢崎病院
- 1962年（昭和37年）11月 - 伊勢崎佐波医療事務市町村組合と改称
- 1964年（昭和39年）8月 - 新病院完成（200床）
- 1976年（昭和51年）11月 - 病棟増改築工事完成（一般病床390床）
- 1978年（昭和53年）4月 - 群馬県立養護学校伊勢崎病院分教室開設
- 1979年（昭和54年）4月 - 伊勢崎市民病院に改称、伊勢崎佐波広域市町村圏振興整備組合から伊勢崎伝染病院の移管を受ける（伝染病床45床）
- 1988年（昭和63年）3月 - 病院増改築工事完成（一般病床440床、伝染病床45床）
- 1998年（平成10年）3月 - 病院改築工事完成（一般病床500床、伝染病床30床）
- 1999年（平成11年）2月 - 病院第2期改築工事（南棟改修）完成（一般病床500床、感染症病床4床）
- 2000年（平成12年）3月 - 第2期病院改築工事完成
- 2004年（平成16年）3月 - 病院増築工事完成（1、2、3階の一部）
- 2004年（平成16年）12月 - 伊勢崎佐波医療事務市町村組合解散
- 2005年（平成17年）1月 - 伊勢崎市を開設者とした伊勢崎市民病院となる
- 2006年（平成18年）8月 - がん診療連携拠点病院指定
- 2007年（平成19年）4月 - 8階B病棟を「循環器センター」化
- 2009年（平成21年）3月 - がん診療総合センター（緩和ケア病棟完成）
- 2009年（平成21年）9月 - がん診療総合センター（内視鏡・外来化学療法センター完成）
- 2014年（平成26年）4月 - 一般病床を500床に減床
- 2016年（平成28年）4月 - 一般病床を490床に減床

## 診療科
- 内科
- 精神科
- 脳神経内科
- 循環器内科
- 消化器内科
- 内視鏡内科
- 小児科
- 外科
- 呼吸器外科
- 整形外科
- 脳神経外科
- 心臓血管外科
- 皮膚科
- 泌尿器科
- 産婦人科
- 眼科
- 耳鼻咽喉科
- リハビリテーション科
- 放射線診断科
- 放射線治療科
- 病理診断科
- 麻酔科
- 歯科口腔外科
- 緩和ケア内科
- 救急科

## 医療機関の指定・認定
（下表の出典）
| 保険医療機関                                             |
| 労災保険指定医療機関                                     |
| 指定自立支援医療機関（更生医療・育成医療・精神通院医療） |
| 身体障害者福祉法指定医の配置されている医療機関           |
| 生活保護法指定医療機関                                   |
| 指定養育医療機関                                         |
| 指定小児慢性特定疾病医療機関                             |
| 難病の患者に対する医療等に関する法律に基づく指定医療機関 |
| 原子爆弾被害者一般疾病医療機関                           |
| 感染症指定医療機関（第二種感染症指定医療機関）           |
| 母体保護法指定医の配置されている医療機関                 |
| 地域医療支援病院                                         |
| 災害拠点病院（地域）                                     |
| 臨床研修病院（管理型）                                   |
| がん診療連携拠点病院                                     |
| DPC対象病院                                              |

- 救急告示病院（二次救急[6]）[7]
- 公益財団法人日本医療機能評価機構認定病院[8]
- このほか、各種法令による指定・認定病院であるとともに、各学会の認定施設でもある。

## 特徴
- 群馬県立赤城特別支援学校 伊勢崎市民病院院内学級が所在している[9]。

## 交通アクセス
- JR両毛線・東武伊勢崎線「伊勢崎駅」よりバス・タクシーで約10分[10]
- 東武伊勢崎線「新伊勢崎駅」よりバス・タクシーで約15分[10]
- 伊勢崎市内巡回バス（あおぞら）で「市民病院北」停留所下車[10]

## 周辺
- 伊勢崎西部公園[10]
- 広瀬川[10]